# Phosphonium
Le cation phosphonium (plus rarement phosphinium) est un cation polyatomique de formule PH4+, mais le terme désigne également ses dérivés substitués PR4+. 
Les sels du composé parent sont peu courants, mais cet ion est un intermédiaire dans la préparation industrielle du chlorure de tétrakis(hydroxyméthyl)phosphonium, un composé important :
PH3 + HCl + 4 H2C=O → P(CH2OH)4+Cl−.
Les sels de phosphonium organiques sont des réactifs communs en laboratoire. Ceux avec une liaison P-H sont produits par protonation des phosphines :
PR3 + H+ → HPR3+.
Beaucoup de cations de phosphonium organiques quaternaires (P+R4) sont produits par alkylation des organophosphines. Par exemple, la réaction entre la triphénylphosphine et l'iodométhane donne l'iodure de méthyltriphénylphosphonium, un précurseur d'ylure de phosphore :
PPh3 + CH3I → CH3PPh3+I−.
Le cation tétraphénylphosphonium (PPh4+) est un agent de précipitation utile, analogue aux sels d'ammonium quaternaire utilisés comme catalyseurs de transfert de phase.